# Anolis antioquiae
Anolis antioquiae (антіоквійський аноліс) — вид ігуаноподібних ящірок родини анолісових (Dactyloidae). Ендемік Колумбії.

## Поширення і екологія
Антіоквійські аноліси мешкають в горах Західного хребта Колумбійських Анд, зокрема в департаменті Антіокія. Вони живуть у вторинних хмарних лісах та на узліссях, на висоті від 1400 до 2200 м над рівнем моря.

## Збереження
МСОП класифікує стан збереження цього виду як близький до загрозливого. Anolis antioquiae загрожує знищення природного середовища.